# モントーリオ・ネイ・フレンターニ
モントーリオ・ネイ・フレンターニ（イタリア語: Montorio nei Frentani）は、イタリア共和国モリーゼ州カンポバッソ県にある、人口約400人の基礎自治体（コムーネ）。

## 地理

### 位置・広がり

#### 隣接コムーネ
隣接するコムーネは以下の通り。
- ボネフロ
- カザカレンダ
- ラリーノ
- モンテロンゴ
- ロテッロ
- ウルーリ